# Grand Prix Maďarska 2018
Grand Prix Maďarska 2018 (oficiálně Formula 1 Rolex Magyar Nagydíj 2018) se jela na okruhu Hungaroring v Mogyoródo v Maďarsku dne 22. července 2018. Závod byl dvanáctým v pořadí v sezóně 2018 šampionátu Formule 1.

## Kvalifikace
| Poř.                       | No. | Jezdec            | Konstruktér               | Časy v kvalifikaci | Časy v kvalifikaci | Časy v kvalifikaci | Pořadí na startu |
| Poř.                       | No. | Jezdec            | Konstruktér               | Q1                 | Q2                 | Q3                 | Pořadí na startu |
| -------------------------- | --- | ----------------- | ------------------------- | ------------------ | ------------------ | ------------------ | ---------------- |
| 1                          | 44  | Lewis Hamilton    | Mercedes                  | 1:17.419           | 1:31.242           | 1:35.658           | 1                |
| 2                          | 77  | Valtteri Bottas   | Mercedes                  | 1:17.123           | 1:32.081           | 1:35.918           | 2                |
| 3                          | 7   | Kimi Räikkönen    | Ferrari                   | 1:17.526           | 1:32.762           | 1:36.186           | 3                |
| 4                          | 5   | Sebastian Vettel  | Ferrari                   | 1:16.666           | 1:28.636           | 1:36.210           | 4                |
| 5                          | 55  | Carlos Sainz Jr.  | Renault                   | 1:17.829           | 1:30.771           | 1:36.743           | 5                |
| 6                          | 10  | Pierre Gasly      | Scuderia Toro Rosso-Honda | 1:18.577           | 1:31.286           | 1:37.591           | 6                |
| 7                          | 33  | Max Verstappen    | Red Bull Racing-TAG Heuer | 1:16.940           | 1:31.178           | 1:38.032           | 7                |
| 8                          | 28  | Brendon Hartley   | Scuderia Toro Rosso-Honda | 1:18.429           | 1:32.590           | 1:38.128           | 8                |
| 9                          | 20  | Kevin Magnussen   | Haas-Ferrari              | 1:18.314           | 1:32.968           | 1:39.858           | 9                |
| 10                         | 8   | Romain Grosjean   | Haas-Ferrari              | 1:17.901           | 1:33.650           | 1:40.593           | 10               |
| 11                         | 14  | Fernando Alonso   | McLaren-Renault           | 1:18.208           | 1:35.214           |                    | 11               |
| 12                         | 3   | Daniel Ricciardo  | Red Bull Racing-TAG Heuer | 1:18.540           | 1:36.442           |                    | 12               |
| 13                         | 27  | Nico Hülkenberg   | Renault                   | 1:17.905           | 1:36.506           |                    | 13               |
| 14                         | 9   | Marcus Ericsson   | Sauber-Ferrari            | 1:18.641           | 1:37.075           |                    | 14               |
| 15                         | 18  | Lance Stroll      | Williams-Mercedes         | 1:18.560           | Bez času           |                    | PL               |
| 16                         | 2   | Stoffel Vandoorne | McLaren-Renault           | 1:18.782           |                    |                    | 15               |
| 17                         | 16  | Charles Leclerc   | Sauber-Ferrari            | 1:18.817           |                    |                    | 16               |
| 18                         | 31  | Esteban Ocon      | Force India-Mercedes      | 1:19.142           |                    |                    | 17               |
| 19                         | 11  | Sergio Pérez      | Force India-Mercedes      | 1:19.200           |                    |                    | 18               |
| 20                         | 35  | Sergej Sirotkin   | Williams-Mercedes         | 1:19.301           |                    |                    | 19               |
| 107% času vítěze: 1:22.032 |     |                   |                           |                    |                    |                    |                  |
| Zdroj:                     |     |                   |                           |                    |                    |                    |                  |

Poznámky
1. ↑  Lance Stroll startoval z boxové uličky kvůli nové specifikaci předního křídla.

## Závod
| Poř.   | No. | Jezdec            | Konstruktér               | Počet kol | Čas/Odstoupení | Pořadí na startu | Body |
| ------ | --- | ----------------- | ------------------------- | --------- | -------------- | ---------------- | ---- |
| 1      | 44  | Lewis Hamilton    | Mercedes                  | 70        | 1:37:16.427    | 1                | 25   |
| 2      | 5   | Sebastian Vettel  | Ferrari                   | 70        | +17.123        | 4                | 18   |
| 3      | 7   | Kimi Räikkönen    | Ferrari                   | 70        | +20.101        | 3                | 15   |
| 4      | 3   | Daniel Ricciardo  | Red Bull Racing-TAG Heuer | 70        | +46.419        | 12               | 12   |
| 5      | 77  | Valtteri Bottas   | Mercedes                  | 70        | +1:00.000      | 2                | 10   |
| 6      | 10  | Pierre Gasly      | Scuderia Toro Rosso-Honda | 70        | +1:13.273      | 6                | 8    |
| 7      | 20  | Kevin Magnussen   | Haas-Ferrari              | 69        | +1 kolo        | 9                | 6    |
| 8      | 14  | Fernando Alonso   | McLaren-Renault           | 69        | +1 kolo        | 11               | 4    |
| 9      | 55  | Carlos Sainz Jr.  | Renault                   | 69        | +1 kolo        | 5                | 2    |
| 10     | 8   | Romain Grosjean   | Haas-Ferrari              | 69        | +1 kolo        | 10               | 1    |
| 11     | 28  | Brendon Hartley   | Scuderia Toro Rosso-Honda | 69        | +1 kolo        | 8                |      |
| 12     | 27  | Nico Hülkenberg   | Renault                   | 69        | +1 kolo        | 13               |      |
| 13     | 31  | Esteban Ocon      | Force India-Mercedes      | 69        | +1 kolo        | 17               |      |
| 14     | 11  | Sergio Pérez      | Force India-Mercedes      | 69        | +1 kolo        | 18               |      |
| 15     | 9   | Marcus Ericsson   | Sauber-Ferrari            | 68        | +2 kola        | 14               |      |
| 16     | 35  | Sergej Sirotkin   | Williams-Mercedes         | 68        | +2 kola        | 19               |      |
| 17     | 18  | Lance Stroll      | Williams-Mercedes         | 68        | +2 kola        | PL               |      |
| Ret    | 2   | Stoffel Vandoorne | McLaren-Renault           | 49        | Převodovka     | 15               |      |
| Ret    | 33  | Max Verstappen    | Red Bull Racing-TAG Heuer | 5         | Ztráta výkonu  | 7                |      |
| Ret    | 16  | Charles Leclerc   | Sauber-Ferrari            | 0         | Zavěšení       | 16               |      |
| Zdroj: |     |                   |                           |           |                |                  |      |

Poznámky
1. ↑  Valtteri Bottas obdržel penalizaci 10 sekund za zavinění kolize s Danielem Ricciardem.

## Průběžné pořadí po závodě
Pohár jezdců
|  | Pořadí | Jezdec           | Body |
|  | ------ | ---------------- | ---- |
|  | 1      | Lewis Hamilton   | 213  |
|  | 2      | Sebastian Vettel | 189  |
|  | 3      | Kimi Räikkönen   | 146  |
|  | 4      | Valtteri Bottas  | 132  |
|  | 5      | Daniel Ricciardo | 118  |

Pohár konstruktérů
|   | Pořadí | Konstruktér               | Body |
| - | ------ | ------------------------- | ---- |
|   | 1      | Mercedes                  | 345  |
|   | 2      | Ferrari                   | 335  |
|   | 3      | Red Bull Racing-TAG Heuer | 223  |
|   | 4      | Renault                   | 82   |
| 1 | 5      | Haas-Ferrari              | 66   |